# (2054) Gawain
(2054) Gawain (4097 P-L) – planetoida z pasa głównego asteroid okrążająca Słońce w ciągu 5,1 lat w średniej odległości 2,96 au. Została odkryta 24 września 1960 roku.